# 2008年北京オリンピックの自転車競技・男子団体追い抜き
2008年北京オリンピックの自転車競技・男子団体追い抜き（2008ねんペキンオリンピックのじてんしゃきょうぎ・だんしだんたいおいぬき）は、北京オリンピックにおける自転車競技であり、2008年8月17日 - 18日に老山ベロドロームで行われた。

## 予選
上位8チームが1回戦へ進出
| 順位 | 国               | 時間       |
| ---- | ---------------- | ---------- |
| 1    | イギリス         | 3分57秒101 |
| 2    | ニュージーランド | 3:59.277   |
| 3    | オーストラリア   | 4:02.041   |
| 4    | デンマーク       | 4:02.191   |
| 5    | フランス         | 4:03.679   |
| 6    | オランダ         | 4:04.846   |
| 7    | スペイン         | 4:06.509   |
| 8    | ロシア           | 4:06.518   |
| 9    | ウクライナ       | 4:07.883   |
| 10   | コロンビア       | 4:11.397   |

## 1回戦
勝者はメダルラウンドへ進出し、その中で、上位タイム1、2位が決勝へ、同3、4位が3位決定戦へそれぞれ進出。敗者は、予選時のタイムにおける順位が確定。
| 国         | 時間     | 順位 |
| ---------- | -------- | ---- |
| デンマーク | 3:56.831 | 2    |
| フランス   | 失格     | —    |

| 国             | 時間     | 順位 |
| -------------- | -------- | ---- |
| オーストラリア | 3:58.633 | 4    |
| オランダ       | 追い抜き | —    |

| 国               | 時間     | 順位 |
| ---------------- | -------- | ---- |
| ニュージーランド | 3:57.536 | 3    |
| スペイン         | 追い抜き | —    |

| 国       | 時間        | 順位 |
| -------- | ----------- | ---- |
| イギリス | 3:55.202 WR | 1    |
| ロシア   | 追い抜き    | —    |

## メダルラウンド
決勝
| 国         | 時間                 | 順位 |
| ---------- | -------------------- | ---- |
| イギリス   | 3分53秒314(世界記録) | 1    |
| デンマーク | 4分00秒040           | 2    |

3位決定戦
| 国               | 時間     | 順位 |
| ---------------- | -------- | ---- |
| ニュージーランド | 3:57.776 | 3    |
| オーストラリア   | 3:59.006 | 4    |

## 参加国
| ウクライナ (UKR) - ヴォロディミール・デュディア - リュボミール・ポラタイコ - マクシム・ポリシュチュク - ヴィタリー・シュチェドフ スペイン (ESP) - セルヒ・エスコバル - アシエル・マエストゥ - ダビ・ムンタネル - アントニオ・ミゲル・パラ オランダ (NED) - レヴィ・ハイマンス - ロベルト・スリッペンス - ウィム・ストルティンハ - イェンス・マウリス オーストラリア (AUS) - ジャック・ボブリッジ - マーク・ジェミーソン - ブラッドリー・マギー - ルーク・ロバーツ* - グレーム・ブラウン デンマーク (DEN) - ミカエル・ファルク・クリステンセン* - カスパー・イェルゲンセン - イェンス＝エリック・マードセン - アレックス・ラスムセン - ミカエル・メルケフ | コロンビア (COL) - フアン・エステバン・アランゴ - アルレス・カストロ - フアン・パブロ・フォレロ - ハイロ・ペレス フランス (FRA) - ダミアン・ゴダン - マテュー・ラダニュー - クリストフ・リブロン - ニコラ・ルソー ロシア (RUS) - アレクセイ・マルコフ - アレクサンドル・ペトロフスキー - アレクサンドル・セロフ - ニコライ・トルソフ* - エフゲニー・コヴァレフ ニュージーランド (NZL) - サム・ビューリー - ウェスリー・ゴーフ* - マーク・ライアン - ジェシー・サージェント - ヘイデン・ルールストン イギリス (GBR) - エド・クランシー - ポール・マニング - ジェライント・トーマス - ブラッドリー・ウィギンス |  |

「*」は、予選ラウンドのみ参加のメンバー。